# درزه (زمین‌شناسی)

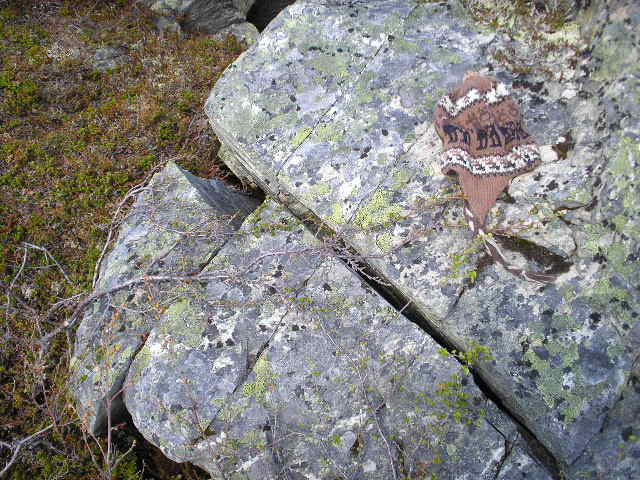
شکستگی یک سنگ در امتداد درزه‌های موجود در آن

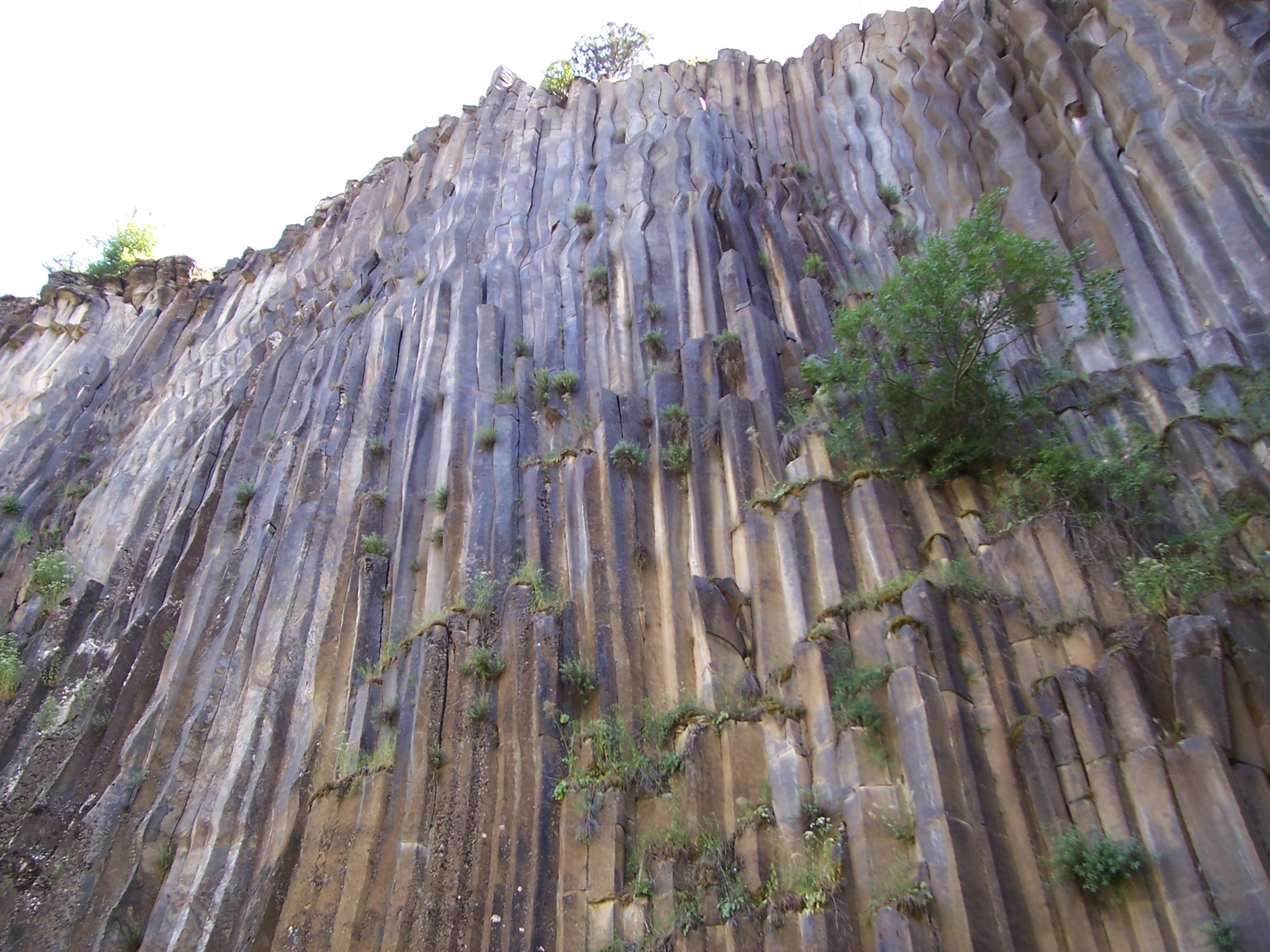
ستون‌های درزه‌ای بازالتی در ترکیه

درزه (انگلیسی: Joint) به شکستگی با منشأ طبیعی در یک لایه یا مجوعه‌ای از سنگ‌ها گفته می‌شود که در امتداد آن شکستگی، حرکت یا جابجایی صورت نگرفته باشد. گرچه فرایند درزه‌ای شدن سنگ ممکن است به‌صورت مفرد نیز صورت گیرد، اما معمولاً به شکل گروهی از درزه‌ها شکل می‌گیرد که مجموعه درزه نامیده می‌شود. تفاوت درزه با گسل در این است که در گسل‌ها بین دو سطح شکستگی جابه‌جایی مشخص و قابل اندازه‌گیری صورت گرفته، در حالی که سطوح دو طرف درزه فاقد جابه‌جایی
درزه‌ها فراوان‌ترین اشکال زمین‌شناسی ساختمانی هستند که در بیشتر سنگ‌ها یافت می‌شوند. این اشکال از لحاظ ظاهر، ابعاد و شکل قرارگیری دارای تنوع بسیاری بوده و در محیط‌های زمین‌ساختی گوناگونی روی می‌دهند. گاهی ممکن است منشأ فشارهایی که باعث ایجاد شکستگی در سنگ و تشکیل درزه می‌شوند، نامشخص باشد. بخش عمده درزه‌ها در سنگ‌های مستحکم و مقاوم مانند ماسه‌سنگ، سنگ آهک، کوارتزیت و سنگ خارا پدید می‌آیند.
درزه‌ها ممکن است به صورت شکستگی‌های خالی یا پر از مواد و رسوبات یافت شوند. درزه‌هایی که توسط مواد رسوبی پر شده‌اند، رگه و درزه‌هایی که توسط ماگما پر شده‌اند آذرین‌تیغه (دایک) نامیده می‌شوند.
درزه‌ها در هوازدگی مکانیکی و شیمیایی و پایداری دامنه‌ها نیز دارای اهمیت بسیار هستند. درزه‌ها مهم‌ترین نقاط ضعیف در هر توده سنگ به‌شمار می‌روند و راه دسترسی اولیه رطوبت به درون سنگ را فراهم می‌سازند. الگوی متراکم و فشرده درزه‌ها باعث تسریع هوازدگی شیمیایی و به‌جاگذاشتن درزه‌های وسیع و بزرگ می‌شود.
درزه‌ها عامل مهمی در کنترل شکل زمین‌چهرها هستند. بیشتر زمین‌چهرهای گرانیتی مانند گنبدها (نظیر کوه استون در ایالت جورجیای آمریکا و اولورو در استرالیا) و قله‌های سنگی منفرد (مانند صخره‌های هایتور در دورتمور بریتانیا) توسط درزه‌ها کنترل می‌شوند.